# Silberfunde des Schiffsgrabs von Sutton Hoo

Königreich East Anglia während der frühen Anglo/Angle-Saxon-Periode, mit Sutton Hoo im Südosten nahe der Küste

Bei den Silberfunden des Schiffsgrabs von Sutton Hoo handelt es sich um 16 Silberobjekte, die im Jahr 1939 im Grabhügel (tumulus) eines angelsächsischen Bootsgrabes aus dem 7. Jahrhundert auf der archäologischen Fundstätte von Sutton Hoo gefunden wurden. Das Bootsgrab wurde durch den Amateurarchäologen und Ausgräber Basil Brown (22. Januar 1888–12. März 1977) entdeckt, der im Auftrag der Grundstücksbesitzerin Edith Pretty an den Grabhügeln erste Ausgrabungen vornahm. Es handelt sich bei dem Fund um das Grab mit den reichsten Grabbeigaben, die bisher in England gefunden wurden. Die Silberobjekte befinden sich heute im British Museum in London, an das Edith Pretty die Funde gestiftet hatte. 

## Fundgeschichte
Das Schiffsgrab von Sutton Hoo ist ein Grabhügel auf einem Gräberfeld von insgesamt 18 Grabhügeln, die sich auf dem Heideland in Suffolk gegenüber der kleinen Stadt Woodbridge befinden. Auf Veranlassung der Grundstücksbesitzerin wurden 1938 Ausgrabungen in die Wege geleitet, welche bis in die 1980er Jahre anhielten. Die Ausgräber entdeckten reiche Grabbeigaben und eine gemischte Bestattungspraxis, deren charakteristisches Merkmal in Sutton Hoo sowohl Bestattungen als auch Verbrennungen waren.

### Ort des Silberfundes im Schiffsgrab Nr. 1

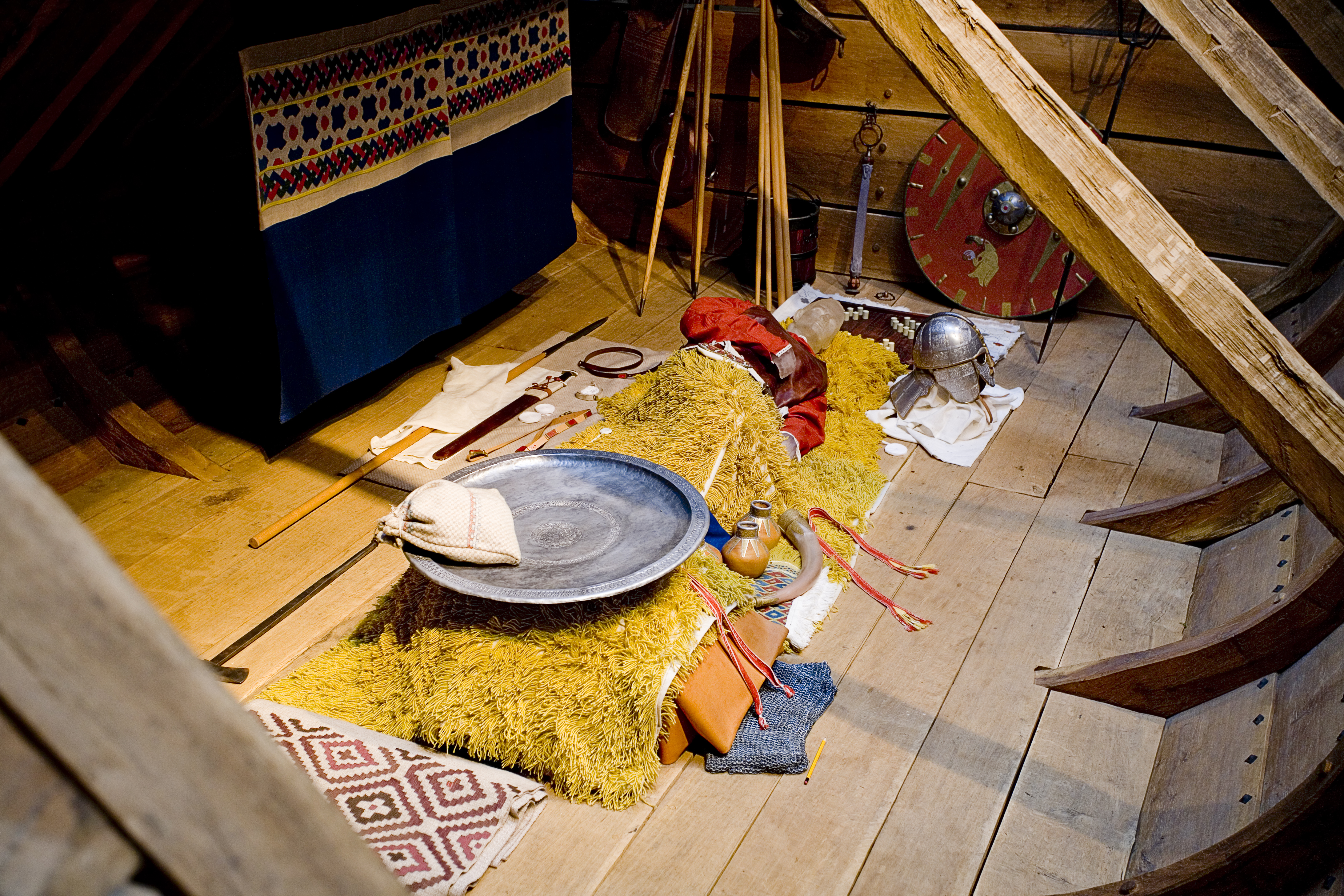
Rekonstruktion der Grabkammer mit der Anastasius-Schale

Von besonderer Bedeutung erwies sich das im Jahr 1939 ausgegrabene Schiffsgrab unter Hügel 1, der einst ein 27 m langes Holzschiff bedeckte. Die von diesem Schiff erhaltenen Eisennieten sowie deutliche Abdrücke im feuchten Sand erlauben einen Einblick in die einstigen Dimensionen dieses Schiffes. In dessen Mitte befand sich eine hölzerne Grabkammer, in der sich reiche Grabbeigaben in einem guten Zustand erhalten haben. Es handelt sich hierbei um die größte Entdeckung der englischen Archäologie. So wurden neben den Silberobjekten ein Eisenhelm, ein Schild, Reste eines Schwertes sowie Textilreste, Goldschmuck, ein Zepter und 37 merowingische Goldmünzen zu Tage gefördert.

### Zuordnung als Grab Rædwalds
In der Wissenschaft wird die Ansicht vertreten, dass es sich bei dem Bestatteten um ein Mitglied der königlichen Dynastie der Wuffinger handeln könnte, die im 7. Jahrhundert über das Königreich East Anglia in England herrschten. Diese Vermutung wurde gestützt durch numismatische Untersuchungen der 37 merowingischen Goldmünzen, welche eine Datierung des Grabes in das erste Viertel des 7. Jahrhunderts erlauben. Wer jedoch in dem Grab bestattet liegt, ist ungeklärt, zumal keine menschlichen Überreste gefunden wurden. Chemische Analysen der Grabkammer legen jedoch nahe, dass dort ein Mensch bestattet worden sein könnte. Es wird in der Forschung nahezu einstimmig die Ansicht vertreten, dass es sich um das Grab von König Rædwald aus der Dynastie der Wuffinger handelt. Als Begründung für diese Vermutung werden die Angaben der von Beda Venerabilis verfassten Kirchengeschichte des Volkes der Angeln herangezogen, der zufolge Rædwald sowohl heidnische als auch christliche Bräuche praktizierte. Diese spiegelt sich danach in dem Grab wider – so werden in der Bestattungspraxis und einigen Grabbeigaben, wie dem Eisenhelm und dem Zepter, heidnische und in den Silberobjekten christliche Bezüge gesehen. Überdies wird Rædwald, so die Forschungsmeinungen, um 624/25 verstorben sein, was genau zur Grabdatierung passen würde.

## Zusammensetzung des Silberfundes
Die 16 Silberobjekte setzen sich aus einer großen Silberplatte, einem gerippten Silberbecken sowie zehn Silberschalen und zwei Löffeln zusammen. Darüber hinaus wurden ein Silberbecher sowie ein Schöpflöffel entdeckt. Gemeinsam ist allen Silberobjekten, dass sie aus dem mediterranen Raum stammen.

### Die Anastasius-Platte
Die Anastasius-Platte ist mit einem Durchmesser von 72 cm und einer Höhe von 9,8 cm die größte Platte der Silberobjekte aus dem Schiffsgrab von Sutton Hoo. Fußring und Platte sind aus einem Stück gefertigt. Der Rand der Platte ist erhöht, hat eine Breite von 35 cm und weist am oberen Ende einen Riss auf. Auf der vom Fußring umschlossenen Fläche auf der Rückseite der Platte befinden sich vier Kontrollstempel, von denen zwei Stempel eindeutig den Namen „Anastasius“ in lateinischen Buchstaben tragen. Dies erlaubt eine Datierung dieser Platte in seine Regierungszeit zwischen 491 und 518. Die Platte besteht aus drei Verzierungszonen: einem zentralen Rondell, welches ein Medaillon enthält, einem darum laufenden verzierten Ring sowie einem ebenfalls verzierten Rand. Die Verzierungen aller drei Zonen setzen sich aus Ovalformen, Lyrenmotiven, Zickzack – und Hakenkreuzmustern sowie sich überschneidenden Kreisen zusammen.
Im zentralen Rondell der Platte befindet sich in einem kleinen Medaillon relativ mittig ein Vogel. Er steht aufrecht im Halbprofil und blickt hinter den linken der beiden ausgestreckten Flügel. Das Medaillon wird eingefasst von einem Achteck, welches aus zwei sich überlagernden Quadraten besteht. Die acht Ecken werden von einem Kreis umschlossen, der ebenfalls von einem Achteck umgeben wird. Die jeweiligen Ecken beinhalten florale Verzierungselemente. Das eben besprochene zentrale Rondell ist von einem Ornamentring mit einem Durchmesser von 31,5 cm umgeben. Auf diesem Ring sind vier Medaillons dargestellt. In Medaillon A und B befinden sich jeweils eine vollbekleidete, sitzende, weibliche Gestalt, die in der rechten Hand einen Speer hält und in der Linken einen Globus. Beide Figuren tragen einen Helm mit Helmbusch. Die zwei Figuren in den Medaillons C und D laufen in entgegengesetzte Richtungen mit flatternden Gewändern und einer Krone auf dem Kopf. Ihre Arme haben sie jeweils ausgestreckt. Dabei hält die Figur in Medaillon C einen annähernd runden Gegenstand in ihrer Hand, vielleicht ein Globus, die Figur in Medaillon D hingegen ein Objekt, das ein Boot mit Mast darstellen könnte. Der Rand der Anastasius-Platte wird ebenfalls von vier Medaillons geschmückt. Von den in den Rahmenmedaillons dargestellten Putti laufen diejenigen in Medaillon E und F nach links, die zwei anderen nach rechts. Drei von ihnen sind bis auf eine Art wehenden Schal nackt, die Figur in Medaillon G hingegen ist voll bekleidet. Alle Putti halten ihre Hände ausgestreckt und tragen jeweils einen Gegenstand.
Weitergehende Überlegungen zur Deutung des ikonographischen Programms auf der Anastasius-Platte unternahm Josef Engemann. Für ihn stellt die Figur in Medaillon A die Tyche Roms dar, die Figur in Medaillon B die Stadtpersonifikation von Konstantinopel. Die Figur in Medaillon C könnte Alexandria sein und entsprechend die Figur in Medaillon D Antiochia. Engemann bezieht sich dabei auf die in der Tabula Peutingeriana gezeigten Stadtpersonifikationen. In den Knaben der Medaillons auf dem Rand der Platte sieht Engemann Gaben-Bringer. Dabei hat der voll bekleidete Knabe sogar seine Hände verhüllt, ein Zeichen der Huldigung. Als Adressaten der Huldigung sieht Engemann den Vogel im zentralen Rondell der Platte, den er als Adler identifiziert. Bei dem Adler handelt es sich um das Symboltier des Kaisers. Laut Engemann besteht zwischen den Stadtpersonifikationen und dem Adler ebenfalls eine Verbindung, wobei er sich auf das Barberini-Diptychon in Paris bezieht. Dieses zeigt einen reitenden Kaiser, der die Huldigung von einem Barbaren-Herrscher und einem Konsul empfängt, während über ihm Engel das Clipeusbild des segnenden Christus tragen. In ähnlicher Weise erscheint über der Roma in Medaillon A der Adler als Zeichen des Kaisers. Die in den Medaillons auf dem Rand der Anastasius-Platte dargestellten Gaben-Bringer sind als Hinweis auf die zu erwartende felicitas temporum (= Glück der Zeiten) und die felicia tempora (= die glücklichen Zeiten)  zu sehen. Die Stadtpersonifikationen Rom und Konstantinopel weisen auf die gloria romanorum (= Ruhm der Römer) und die gloria rei publicae (= Ruhm des Staates) hin. Der gesamte figürliche Dekor der Anastasius-Platte bezieht sich auf den Adler, so dass Engemann zufolge „die Platte als kaiserliches Missorium angesehen werden muss.“ Als Beispiel für eine weitere Kaiserplatte sei auf das Theodosius-Missorium hingewiesen. Für dieses wird eine Datierung auf 388 n. Chr. angenommen. Es hat einen Durchmesser von 74 cm und ist damit noch größer als die Anastasius-Platte. Auf der Platte ist im Vordergrund Kaiser Theodosius I. dargestellt, der von 379 bis 395 regierte. Er kann mittels einer umlaufenden Inschrift auf der Bildseite identifiziert werden. Theodosius wird hier als prunkvoll gekleidete Person, frontal sitzend mit einem Diadem auf dem Kopf und einem ihn überragenden Nimbus dargestellt, während sich hinter ihm seine zwei Mitregenten, ebenfalls sitzend, befinden. Wie bei der Anastasius-Platte bewegen sich auch hier Genien mit ausgestreckten Händen auf den Kaiser zu. In Anbetracht der Tatsache, dass die Anastasius-Platte rund zwei Jahrhunderte älter ist als das Schiffsgrab, liegt die Vermutung nahe, dass die Platte länger in Familienbesitz gewesen sein muss und wohl an die jeweils nächste Generation weitervererbt wurde. Demnach wird die Anastasius-Platte eine hohe Wertschätzung erfahren haben.

### Das gerippte Silberbecken
Da das Silberbecken stark deformiert ist, schwankt sein Durchmesser zwischen 39 und 41 cm. Es hat eine Höhe von ungefähr 15 cm. Die gleichmäßig gearbeiteten 53 Rippen wurden herausgetrieben, das Becken selbst geschmiedet. Die Rückseite ist schlicht. Auf der dünnsten Stelle drückt sich das Medaillon durch. Ein Fußring von 1,9 cm Durchmesser wurde an das Becken angelötet, ebenso die zwei tropfenförmigen Griffe.
Die 53 Rippen umlaufen ein einziges zentrales Rondell, in dessen Medaillon sich ein weiblicher Kopf befindet. Der Kopf ist nicht mittig angebracht. Anzeichen wie das formale Profil, ein abrupter Knick im Nacken sowie die langen und geschwungenen Haare, die am Hinterkopf zu einem Knoten zusammengebunden wurden, erinnern laut Ernst Kitzinger an Köpfe aus klassischer Zeit. Die Proportionen des Profilkopfes passen nicht zueinander: Das Auge erscheint frontal im Gesicht und überdies zu groß, der Hals wiederum zu kräftig und lang für das Gesicht. Die Stirn der Frau wird bekrönt durch einen Gegenstand, der als Diadem gedeutet werden könnte. Auffällig ist ein Loch von 2,5 mm Durchmesser genau in der Mitte der Platte, welches in der Verlängerung des Kiefers der Frau auftaucht. Das Loch entstand durch den Drehstift der Drehbank. Das Gesicht wirkt ausdruckslos und stilisiert. Die einzigen Parallelen für detaillierte Profilköpfe auf Schalen finden sich auf vier Perlenbecken im Schatz von Mildenhall wieder. Eines der vier Becken stammt aus dem 2. bis 4. Jahrhundert und ist mit einem Durchmesser von 28,6 cm und einer Höhe von 8,6 cm kleiner als das gerippte Becken aus Sutton Hoo. Auf seinem Rand trägt das Becken einen Tierfries. In seinem zentralen Medaillon befindet sich ebenfalls ein Profilkopf. Zwar blickt der Kopf vom Betrachter aus gesehen nach rechts, doch ergeben sich Ähnlichkeiten sowohl in der Ausführung der Frisur als auch der Augenpartie, welche ebenfalls frontal im Gesicht eingesetzt wurde. Der Nacken weist einen noch deutlicher zu sehenden Knick auf, der Hals ist kurz und kräftig. Der Kopf wird auch hier entstellt durch ein Loch, das durch einen Drehstift entstanden ist. Anders als bei dem Vergleichsobjekt umläuft das Medaillon der gerippten Schale aus Sutton Hoo ein Kymation-Fries. Es besteht aus einer dreiblättrigen Kleeblattanordnung, die ihrerseits jeweils aus einem birnenähnlichen Raum zu erwachsen scheint. Der Hintergrund ist durch einen Punzierstempel strukturiert worden, dessen Kopf ein Muster von sechs kleinen Quadraten enthielt.
Die Datierung dieser Schale ist nicht gesichert. Rupert Bruce-Mitford nimmt eine Datierung um das 6. Jahrhundert an und stützt sich dabei hauptsächlich auf das Kymation-Fries. Dieses trat nach Ansicht Bruce-Mitfords in klassischer Zeit auf und bestand noch in oströmischer Zeit fort. Als Beispiele für diese Annahme nennt er unter anderem ein Fragment aus dem Colerain Hoard von gehacktem Silber aus dem 5. Jahrhundert sowie ein Kymation-Fries aus Malaia Pereshchepina, welches in das 6. Jahrhundert datiert wird – er führt jedoch nicht auf, ob es sich bei diesem Fries um eine gesicherte Datierung handelt. Der weibliche Kopf weist Bruce-Mitford zufolge durch die oben besprochenen Merkmale auf die klassische Zeit zurück und bleibt im Oströmischen Reich bestehen. Das Becken könnte als Waschplatte benutzt worden sein, da in ihm Toilettengegenstände gefunden wurden.

### Die zwei Silberlöffel
Handelte es sich bei der Anastasius-Platte und dem gerippten Silberbecken um Silberobjekte ohne christlichen Bezug, so ist sich die Forschung bei den Silberlöffeln aus dem Schiffsgrab von Sutton Hoo nicht einig, ob diese in einen christlichen Kontext zu setzen sind oder nicht.
Beide Löffel haben eine Gesamtlänge von 25,5 cm und eine längsovale Laffe von 9,4 cm bei Inv.-Nr. 88 und 9,3 cm bei Inv.-Nr. 89. Sie gehören zum sog. Typus cochlear, was an ihrem Aufbau zu erkennen ist: Ein vertikal zwischen Laffe und Griff gesetzter Diskus setzt den Griff gegenüber der Laffe auf ein höheres Niveau. Dass der Diskus mit der Laffe aus einem Stück Metall gefertigt wurde, beweist jeweils an der Unterseite der Laffe ein auslaufendes, einem „Rattenschwanz“ ähnelndes Verbindungsstück. Der Diskus ist mit dem Griff zusammengelötet, der in einem Baluster endet. Bei beiden Löffeln bleibt die Laffe schmucklos. Auf den Griffen befindet sich in den quadratischen Feldern jeweils eine Inschrift, der ein kleines griechisches Kreuz vorangestellt ist. Beide Löffel kennzeichnen signifikante Unterschiede in der Ausführung ihrer Inschriften: Der Löffel mit der Inv.-Nr. 88 trägt in eingravierten griechischen Buchstaben den Namen Paulos. Die Buchstaben sind in Größe und Ausführung einheitlich. In deutlichem Kontrast dazu steht die Inschrift des Löffels mit der Inv.-Nr. 89. Sie ist nicht eingraviert, sondern die Buchstaben wurden geschnitten und geformt durch das Verbinden einzelner Punkte. Es fällt auf, dass die Buchstaben in Größe und Form variieren. Zudem lehnen die Buchstaben leicht nach links und werden von links nach rechts immer kleiner. Die Querlinie des Alpha ist v-förmig. Das Lambda ist schief und die Arme des Ypsilon berühren sich nicht. Es bestehen einige Forschungskontroversen über den ersten Buchstaben und dementsprechend über die Deutung der Inschrift. Bruce-Mitford versteht den ersten Buchstaben als ein Sigma und liest dementsprechend die Inschrift als „Saulos“ in Anlehnung an den zum Christentum bekehrten Paulos. Bruce-Mitford sieht demnach in beiden Löffeln ein Taufgeschenk an König Rædwald. Die Unterschiede in der Ausführung der Inschriften erklärt Bruce-Mitford dadurch, dass die Löffel in einem unbeschriebenen Zustand in der Region um Konstantinopel hergestellt wurden. Während der Paulos-Löffel dort von einem sachkundigen Handwerker angefertigt wurde, erfolgte die Beschriftung des Saulos-Löffels wahrscheinlich in merowingisch-königlichen oder -kirchlichen Zentren. Dabei bezieht er sich auf die merowingischen Goldmünzen aus dem Sutton Hoo-Fund. Diese zeigen dasselbe Alpha mit der v-förmigen Verbindungslinie, in Größe variierende Buchstaben und einen sich verjüngenden Schriftzug auf. Bruce-Mitford zufolge sind die Löffel um 600 entstanden und Rædwald vor 618 geschenkt worden, dem letztmöglichen Datum seiner Bekehrung. Gegen diese Theorie wenden Kasky, Kent und Engemann ein, dass es sich um eine Kopie des Paulos-Löffels handeln könnte. Den ersten Buchstaben der Inschrift lesen sie als Pi, nicht als Sigma. Ein unerfahrener Handwerker könnte dieses Pi um 90 Grad gedreht haben, ebenso, wie er das Lambda verdrehte. Nach dieser Theorie wäre die Tauf-Theorie Bruce-Mitfords nicht länger haltbar. Zudem ist bis dato auf keinem Löffel die Inschrift „Saulos“ nachgewiesen worden. Fest steht, dass die Inschriften auf den Sutton Hoo-Löffeln aus unterschiedlicher Hand stammen.
Es ist nicht mit Sicherheit festzustellen, ob den Löffeln ein christlicher Bezug beigemessen werden kann, zumal sie nicht erst bei ihrem Letzt-Besitzer verziert worden sein müssen. Sie können schon vorher verziert worden sein, weshalb eine Aussage über den Glauben laut Stefan Hauser schwer zu treffen ist. Joseph Braun konnte überdies herausarbeiten, dass die Kommunionslöffel in lateinischen Riten nie in Gebrauch waren und im orthodoxen Ritus erst frühestens ab dem 8. Jahrhundert. Dies würde die Theorie Bruce-Mitfords widerlegen, dass die Löffel einen liturgischen Charakter aufweisen. Ein Vergleich mit sechs Löffeln des Lampsakos-Schatzes jedoch, der nach 613 vergraben wurde, legt es nahe, dass es sich bei der Inschrift um den Apostel Paulus handeln könnte. Die Löffel stammen ebenfalls vom Typ cochlea. Sie tragen in griechischen Buchstaben die Namen der Apostel Simon, Petrus, Lukas, Jakobus, Matthäus und Markus. Diesen Inschriften ist ebenfalls ein Kreuz vorangestellt und die Buchstaben sind gleichmäßig ausgearbeitet. Allerdings ist nicht geklärt, ob es sich beim Lampsakos-Schatz wirklich um einen Kirchenschatz handelt. Eine Verwendung der Sutton Hoo-Löffel als Essgeschirr würde nahe liegen. Datiert werden die Sutton Hoo-Löffel von Kitzinger und Bruce-Mitford auf 600 n. Chr.

### Die zehn Kalottenschalen
Die zehn Kalottenschalen werden aufgrund ihres vermuteten religiösen Bezugs sowie ihrer Fundnähe zu den zwei Silberlöffeln gerne mit diesen in Verbindung gebracht. Die Kalottenschalen variieren in ihrem Durchmesser zwischen 20 und 23 cm, in der Tiefe zwischen 4,4 und 5,4 cm. Die Schaleninnenseiten wurden auf einer Drehbank poliert, während die Rückseite unpoliert blieb. Acht Schalen sind noch in einem guten Zustand, zwei liegen nur noch fragmentiert vor. Alle Schalen enthalten jeweils vier gleicharmige Bänder, deren Arme bis an den Rand der Schalen reichen. Die Arme sind auf allen Schalen mit leicht abweichenden Mustern von Sternblumen, die durch sich überlagernde Kreise entstehen, verziert. Zudem variieren die Bänder von Schale zu Schale in ihrer Form. Während bei einigen die Bänder in gleicher Breite bis an den Rand der Schale verlaufen, verjüngen sie sich auf den anderen Schalen zum Rondell hin. Dieses erscheint auf jeder Schale, variiert jedoch in seinem Muster. So zeigen drei Schalen in ihrem Rondell einen sechseckigen Stern, der aus zwei sich überlagernden Dreiecken geformt und von einer Rosette umgeben ist; zwei Schalen tragen eine Rosette, deren Rosettenarme um einen kleinen Bolzen herumwirbeln. Weitere vier Schalen zeigen im Zentrum eine sogenannte Radrosette (Kitzinger).
Sowohl formal als auch in der Idee des Aufbaus stehen den zehn Kalottenschalen die zwei Schalen aus dem Lampsakos-Schatz am nächsten. Diese haben einen Durchmesser von 18,5 cm und 15,7 cm. Auch sie tragen ein zentrales Rondell, welches ein Monogramm enthält. Darüber hinaus sind die Schalen jeweils mit vier gleicharmigen Bändern geschmückt, welche sich ebenfalls zum Rondell hin verjüngen. Die Bänder sind im Gegensatz zu denen der Kalottenschalen nicht verziert. Beide Lampsakos-Schalen tragen Kontrollstempel des Heraclius (613-639/49), was eine Datierung dieser Schalen in seine Regierungszeit ermöglicht. In Anlehnung an diese Schalen nimmt Kitzinger eine Datierung zw. 600 und 625/26 für die Kalottenschalen aus dem Sutton Hoo Fund an. Bisher ist es nicht gelungen eine spezielle Verwendung der Schalen von Sutton Hoo festzustellen. Bruce-Mitford sieht einen möglichen Verwendungszweck der Kalottenschalen im liturgischen Bereich, wobei er sich nicht zuletzt auf die Bänder der Kalottenschalen bezieht und diese als speziell christlich deutet.

## Verbringung in das Schiffsgrab von Sutton Hoo
Grundsätzlich können die in dem Grab gefundenen Objekte via Handel, Geschenke, Beute, Tribute oder Migration durch einzelne Gruppen nach England gelangt sein. Durch die Christianisierung der Briten im 5. und 6. Jahrhundert wurde England mit Kontinentaleuropa verbunden. Es entstanden enge Handelsbeziehungen, insbesondere zwischen England und dem Oströmischen Reich, welches seinerseits Waren über den Atlantik in den Westen Englands verschiffte. Dort wurden die Güter über die Themse und die Severn in den Osten weitergeleitet. Der Osten Englands trat aufgrund seiner geostrategischen Lage indirekt über das Fränkische Reich und Rom mit dem Oströmischen Reich in Kontakt. Händler, wie zum Beispiel Ägypter, brachten ihre Güter über Norditalien oder die Rhône ins Frankenreich; von dort aus wurden die Objekte entlang der Rheinroute in den Osten Englands weitergeleitet. Die Franken selbst gelangten durch Raub- und Kriegszüge, durch Handel und Migration in den Besitz oströmischer Güter. Neben den Handel treten als weitere Möglichkeit, wie oströmische Objekte nach England kamen, diplomatische Kontakte. So könnte es sich bei der Anastasius-Platte laut Anthea Harris um ein mögliches diplomatisches Geschenk gehandelt haben. Sie gehörte wahrscheinlich zu Objekten, die Kaiser aus besonderem Anlass hochrangigen Persönlichkeiten oder Königen gaben. Wenn dem so ist, wird die Platte über den Atlantik in den Westen Englands und von dort aus in den Osten weitertransportiert worden sein. Auch die übrigen Objekte könnten als Geschenk, aber auch als Tribut oder Beute, nach England gelangt sein.